# 김예린 (1975년)
김예린(1975년 9월 3일 ~ )은 대한민국의 영화배우이다.

## 출연 작품

### 영화
- 1996년 《맥주가 애인보다 좋은 일곱 가지 이유》... 리포터 역
- 1996년 《투캅스 2》... 미라 역

### TV 드라마
- 1995년 SBS 《사랑은 블루》 ... 유미 역
- 1997년 MBC 《남자 셋 여자 셋》
- 1997년 SBS 《화이트 크리스마스》 ... 정옥 역